# 卡斯莱 (北达科他州)
卡斯莱（英語：Cathay），是美国北达科他州下属的一座城市。根据2010年美国人口普查，该市有人口43人。